# الاتحاد التونسي للفلاحة والصيد البحري
الاتحاد التونسي للفلاحة والصيد البحري هو نقابة فلاحية تونسية وهو بذلك يمثل مصالح الفلاحين. وقد تأسس عام 1949.

## وصلات خارجية
- الموقع الرسمي للاتحاد التونسي للفلاحة والصيد البحري